# 小行星9616
小行星9616（英語：9616）是一颗围绕太阳公转的小行星。1993年3月21日，埃莉諾·赫琳在帕洛马山发现了此天体。
这颗小行星的绝对星等为72.59402等。